# Ferme d'Aillevans
La ferme d'Aillevans est une ferme située à Aillevans, en France.

## Description

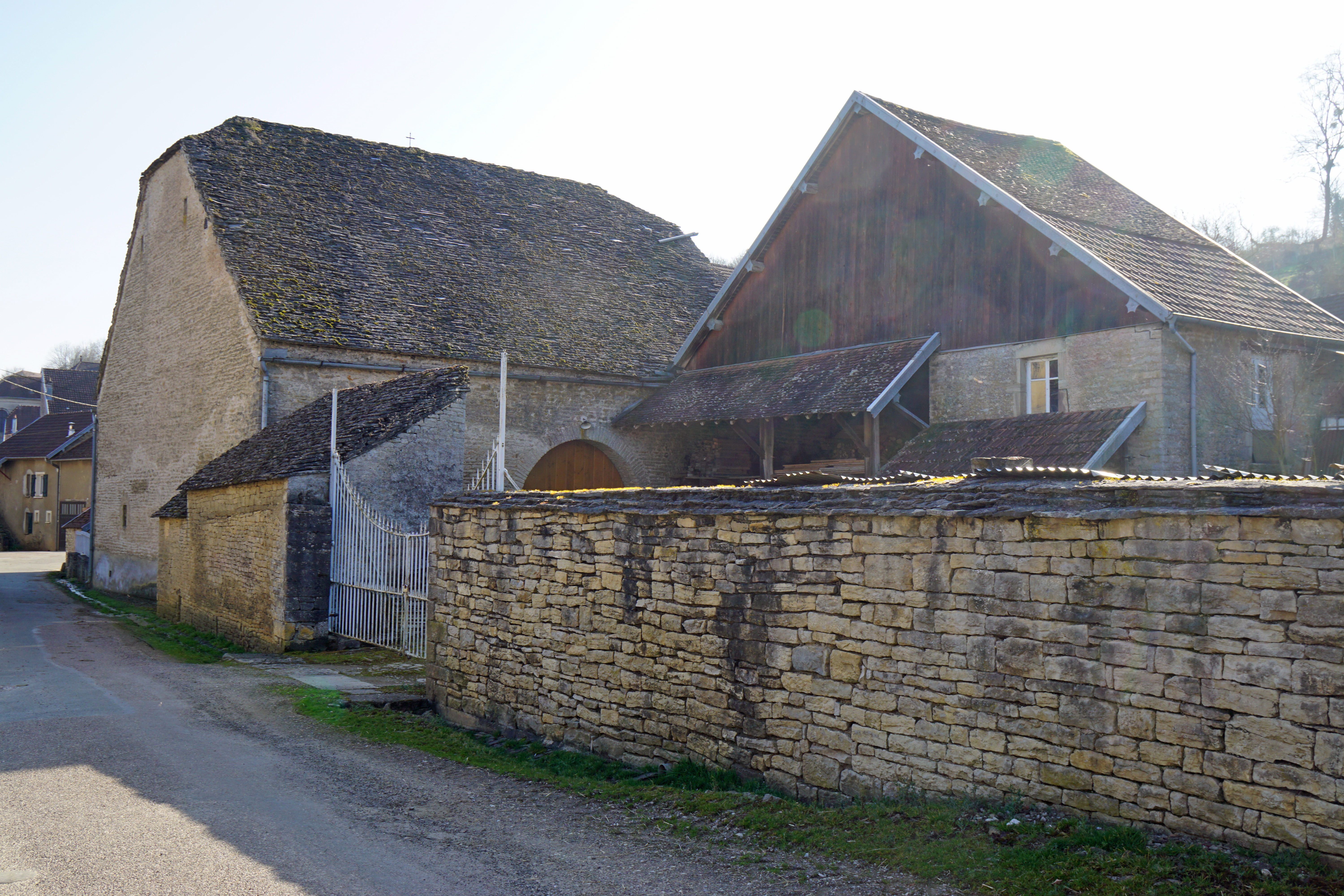

## Localisation
La ferme est située sur la commune d'Aillevans, dans le département français de la Haute-Saône.

## Historique
L'édifice est inscrit au titre des monuments historiques en 1995.